# 魔術正方體

一個3 × 3 × 3简易魔术正方体的例子

在数学中，魔術正方體指三維的幻方，也就是排列成n × n × n正方體的一組不重複整數，其中每行、每列、每個柱及四條空間對角線上數字的和均相同，等於立方體的幻方常數，記為M3(n)。若魔術立方體由數列1, 2, ..., n3構成，則可以證明其幻方常數為（OEIS數列A027441）
{\displaystyle M_{3}(n)={\frac {n(n^{3}+1)}{2}}}
另外，如果每個截面對角線上的數字之和亦等於幻方常數，則稱此立方體為完美魔方；否則，稱其為半完美魔方。數字n稱為魔方的階。如果幻方破碎空間對角線上的數字和也等於幻方常數，則稱其為泛對角線立方體。

## 外部連結
- 埃里克·韦斯坦因. . MathWorld.
- Harvey Heinz, All about Magic Cubes （页面存档备份，存于）
- Marian Trenkler, Magic p-dimensional cubes （页面存档备份，存于）
- Marian Trenkler, An algorithm for making magic cubes （页面存档备份，存于）
- Marian Trenkler, On additive and multiplicative magic cubes
- Ali Skalli's magic squares and magic cubes （页面存档备份，存于）